# Carl Koechlin
Carl Koechlin (* 5. November 1856 in Basel; † 2. Februar 1914 ebenda) war ein Schweizer Politiker und Offizier.

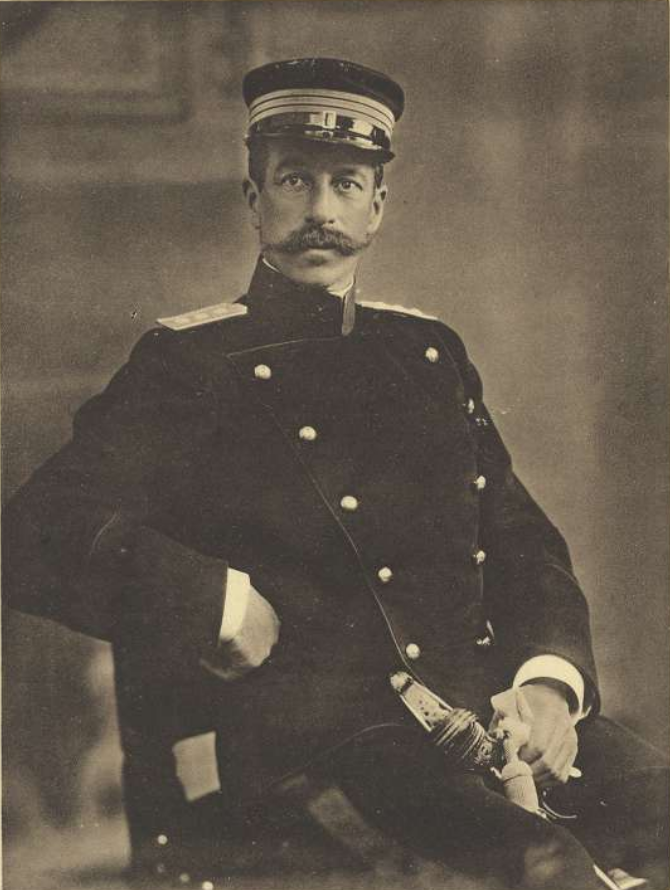
Carl Koechlin-Iselin

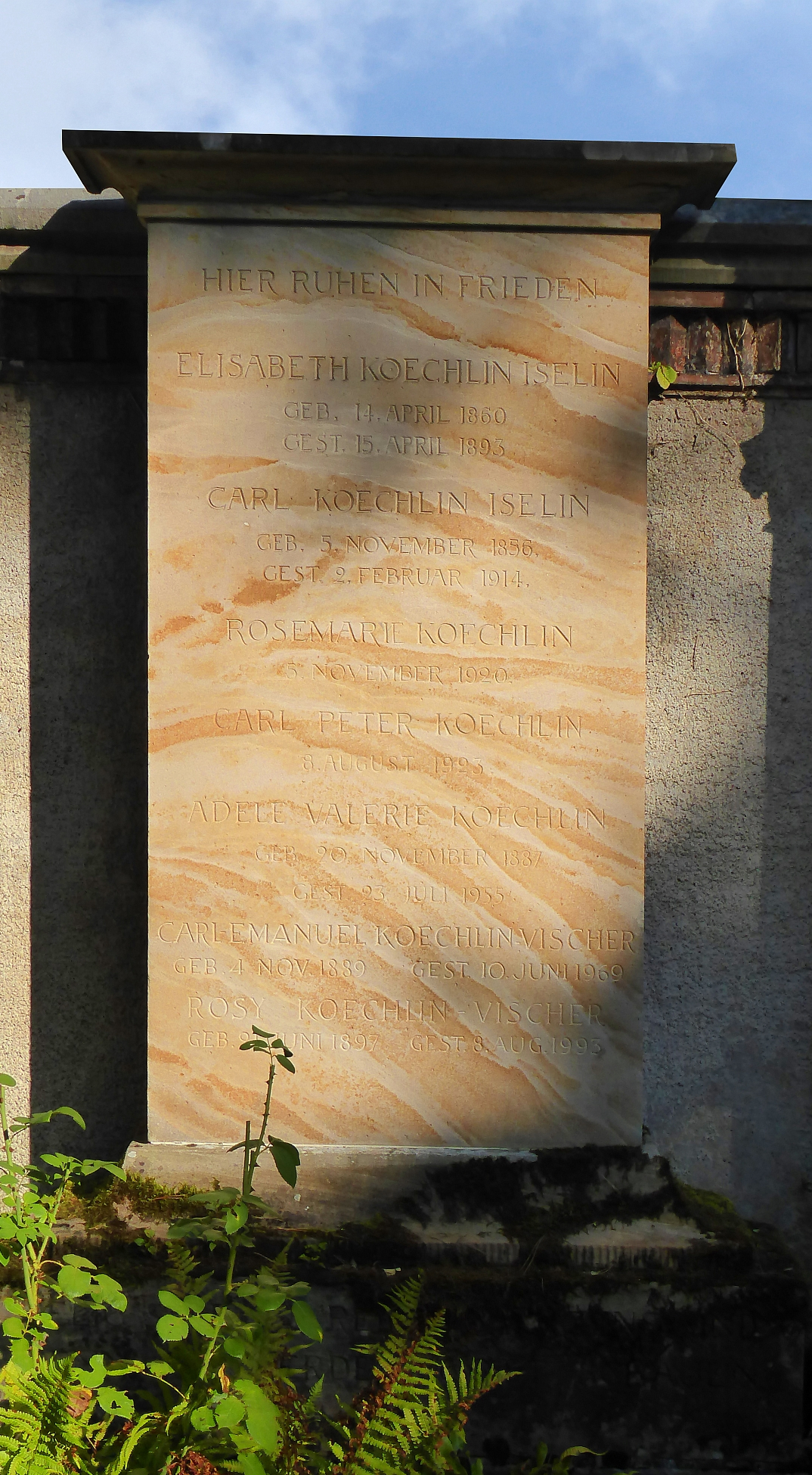
Grab auf dem Wolfgottesacker in Basel

## Leben und Werk
Carl Koechlin entstammte als Sohn von Alphons Koechlin dem elsässischen Ast der weitverzweigten Familie Koechlin. Zu seinen Cousins zweiten Grades gehörten der Komponist Charles, die Ingenieure Maurice und René, der Industrielle und Rennfahrer Paul sowie der Mineraloge Rudolf Koechlin. Nach einer Matura in Genf und einer kaufmännischen Lehre in Basel trat Carl Koechlin 1883 in die chemische Fabrik seines Onkels Johann Rudolf Geigy ein. Von 1897 bis 1902 war er, unterstützt von der Arbeiterschaft, liberal-demokratischer Nationalrat. Er wirkte am Nationalbankgesetz mit und engagierte sich für die Einführung des Postcheckverkehrs. Von 1893 bis 1895 war er Verwaltungsrat der Schweizerischen Bundesbahnen, zudem 1906–1907 Verwaltungsrat der Schweizerischen Nationalbank. In Basel bekleidete Carl Koechlin keine politischen Ämter, war aber von 1896 bis 1913  Mitglied der Basler Handelskammer (ab 1906 Präsident), und er engagierte sich stark in kirchlich-sozialen Belangen. 
In der Schweizer Armee wurde Carl Koechlin 1899 Oberst und 1905 als Oberstdivisionär Kommandant der 2. Division. Nach einem Schlaganfall legte er sein Kommando 1908 nieder.
1884 heiratete Carl Koechlin Elisabeth, geborene Iselin (1860–1893). Zusammen hatten sie sechs Kinder, davon das vierte Kind der spätere Unternehmer Carl war. Zu seinen Nachfahren zählten zudem Samuel Koechlin und Dominik Koechlin. Seine letzte Ruhestätte fand Carl Koechlin auf dem Wolfgottesacker in Basel.